# شو إيواموتو
شو إيواموتو (باليابانية: 岩本 翔) (18 مارس 2001 في كاناغاوا في اليابان – )؛ هو لاعب كرة قدم سابق كان يلعب كلاعب وسط.

## وصلات خارجية
- شو إيواموتو على موقع رابطة كرة القدم اليابانية للمحترفين (اليابانية)
- شو إيواموتو على موقع قاعدة بيانات كرة القدم.إي يو (الإنجليزية)
- شو إيواموتو على موقع Soccerway.com (الإنجليزية)
- شو إيواموتو على موقع عالم كرة القدم.نت (الإنجليزية)